# Scambus subtilis
Scambus subtilis là một loài tò vò trong họ Ichneumonidae.